# Hamearis obsoleta
Hamearis obsoleta är en fjärilsart som beskrevs av Tutt 1896. Hamearis obsoleta ingår i släktet Hamearis och familjen Riodinidae. Inga underarter finns listade i Catalogue of Life.